# Zaměřená interakce
(Ne)zaměřená interakce patří mezi ústřední pojmy sociologa Ervinga Goffmana. V sociálních situacích se podle něho můžeme setkat s nezaostřenou (unfocused interaction) či zaostřenou interakcí (focused interaction).
Jednotkou zaměřené interakce je setkání, při kterém zúčastněné osoby orientují svoji pozornost ke společnému centru neboli ohnisku (např. společnému tématu či úkolu). Při zaostřené interakci lidé přímo sledují, co druzí říkají nebo dělají. Příkladem může být rodinný rozhovor, diskuze v semináři či kontakt s číšníkem. Při setkání lidé nejprve opouští stav zdvořilé nevšímavosti.
Při nezaměřené interakci společné centrum pozornosti chybí. Jedinci si dávají vzájemně najevo, že si uvědomují svou přítomnost, ale přímo spolu nekomunikují. Příkladem může být obecenstvo v divadle, lidé na večírku či zákazníci v obchodě.